# Ouville-la-Rivière
Pour les articles homonymes, voir Ouville (homonymie) et Rivière (homonymie).
Ouville-la-Rivière est une commune française située dans le département de la Seine-Maritime en région Normandie.

## Géographie

### Localisation
Ouville-la-Rivière est un village français proche de Dieppe sur la bordure du pays de Caux. Tous les Mesnils est le principal hameau appartenant à Ouville-la-Rivière. Le bourg se trouve dans la vallée de la Saâne, un peu avant son embouchure. Le hameau est lui situé sur les hauteurs, dans la plaine d'Offranville, à l'est du village, relié à Ouville par la cavée Sainte-Apolline. Au sud-est se trouve aussi le Tessy, hameau séparé du village et très proche d'Ambrumesnil.
De la cavée Sainte-Apolline jusqu'au Tessy s'étend un bois qui longe la route d'Offranville.
Jusqu'en 2015, la commune faisait partie du canton d'Offranville.

### Hydrographie
La commune est située dans le bassin Seine-Normandie. Elle est drainée par la Saâne, le cours d'eau 01 de la commune d'Ouville-la-rivièredes bras de la Saâne et un autre petit cours d'eau,.
La Saâne, d'une longueur de 40 km, prend sa source dans la commune de Yerville et se jette  dans la Mancheen limite des communes d'Sainte-Marguerite-sur-Mer et de Quiberville-sur-Mer, après avoir traversé 24 communes. 
Un plan d'eau complète le réseau hydrographique : le plan d'eau 1 de la commune de Ouville la Rivière (1,11 ha),.

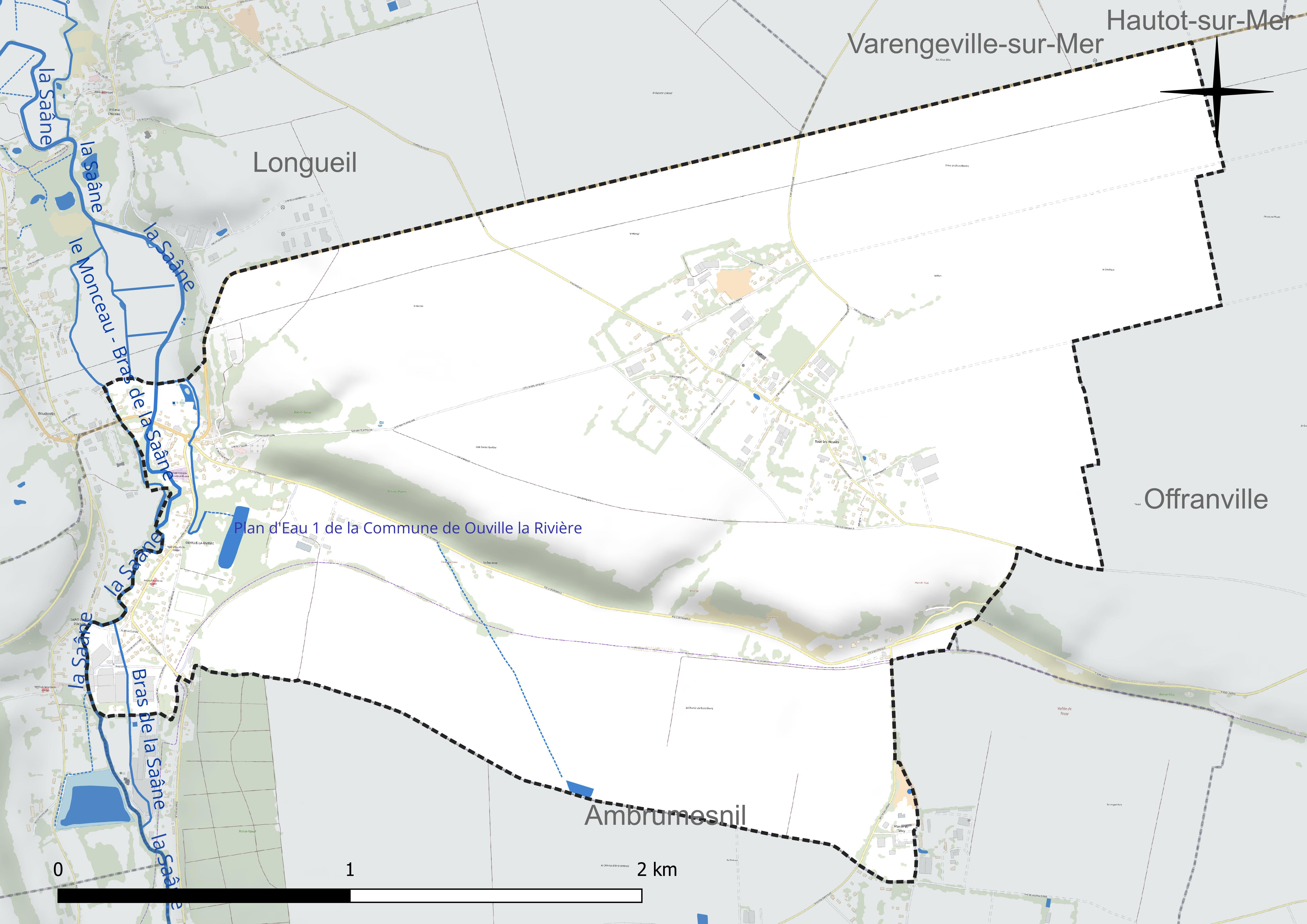
Réseau hydrographique d'Ouville-la-Rivière.

### Climat
Pour des articles plus généraux, voir Climat de la Normandie et Climat de la Seine-Maritime.
En 2010, le climat de la commune est de type climat océanique franc, selon une étude du CNRS s'appuyant sur une série de données couvrant la période 1971-2000. En 2020, Météo-France publie une typologie des climats de la France métropolitaine dans laquelle la commune est exposée à un climat océanique et est dans la région climatique Côtes de la Manche orientale, caractérisée par un faible ensoleillement (1 550 h/an) ; forte humidité de l’air (plus de 20 h/jour avec humidité relative > 80 % en hiver), vents forts fréquents. Parallèlement le GIEC normand, un groupe régional d’experts sur le climat, différencie quant à lui, dans une étude de 2020, trois grands types de climats pour la région Normandie, nuancés à une échelle plus fine par les facteurs géographiques locaux. La commune est, selon ce zonage, exposée à un « climat maritime », correspondant au Pays de Caux, frais, humide et pluvieux, légèrement plus frais que dans le Cotentin.
Pour la période 1971-2000, la température annuelle moyenne est de 10,8 °C, avec une amplitude thermique annuelle de 13 °C. Le cumul annuel moyen de précipitations est de 881 mm, avec 12,6 jours de précipitations en janvier et 8,3 jours en juillet. Pour la période 1991-2020, la température moyenne annuelle observée sur la station météorologique la plus proche, située sur la commune de Dieppe à 10 km à vol d'oiseau, est de 11,3 °C et le cumul annuel moyen de précipitations est de 805,2 mm,. Pour l'avenir, les paramètres climatiques de la commune estimés pour 2050 selon différents scénarios d'émission de gaz à effet de serre sont consultables sur un site dédié publié par Météo-France en novembre 2022.

## Urbanisme

### Typologie
Au 1er janvier 2024, Ouville-la-Rivière est catégorisée commune rurale à habitat dispersé, selon la nouvelle grille communale de densité à sept niveaux définie par l'Insee en 2022.
Elle est située hors unité urbaine. Par ailleurs la commune fait partie de l'aire d'attraction de Dieppe, dont elle est une commune de la couronne,. Cette aire, qui regroupe 62 communes, est catégorisée dans les aires de 50 000 à moins de 200 000 habitants,.

### Occupation des sols
L'occupation des sols de la commune, telle qu'elle ressort de la base de données européenne d’occupation biophysique des sols Corine Land Cover (CLC), est marquée par l'importance des territoires agricoles (91 % en 2018), une proportion identique à celle de 1990 (91 %). La répartition détaillée en 2018 est la suivante : 
terres arables (64,1 %), prairies (13,7 %), zones agricoles hétérogènes (13,2 %), zones urbanisées (4,8 %), forêts (4,2 %). L'évolution de l’occupation des sols de la commune et de ses infrastructures peut être observée sur les différentes représentations cartographiques du territoire : la carte de Cassini (XVIIIe siècle), la carte d'état-major (1820-1866) et les cartes ou photos aériennes de l'IGN pour la période actuelle (1950 à aujourd'hui).

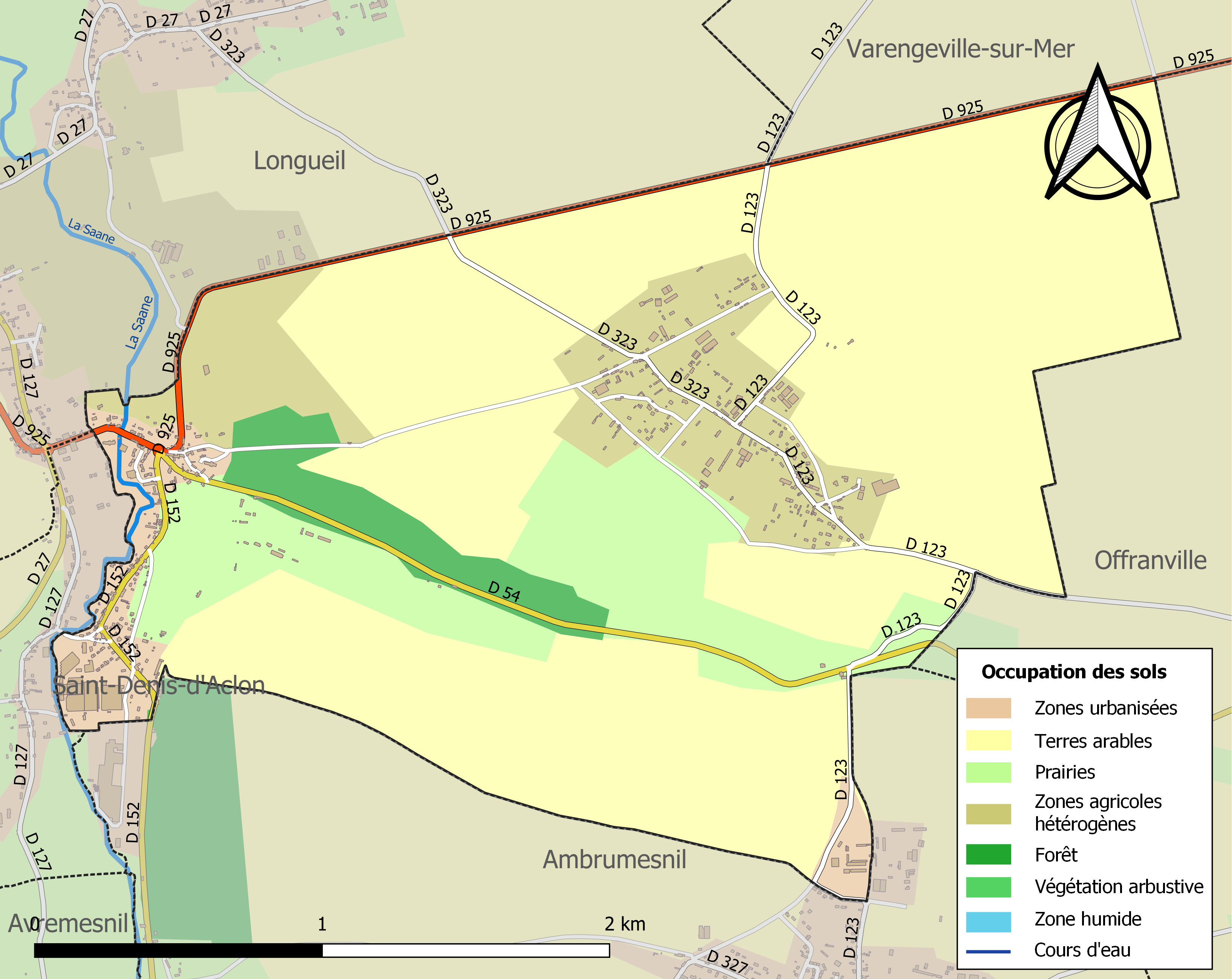
Carte des infrastructures et de l'occupation des sols de la commune en 2018 (CLC).

## Toponymie
Le nom de la localité est attesté sous les formes latinisées Ouvilla[m] vers 1150,  Ouvilla en 1177, Ovilla en 1178, Ouvilla en 1188-89, Ouvilla vers 1240, Ouville la Rivière en 1793, Ouville en 1801.
Il s'agit d'une formation toponymique médiévale en -ville au sens ancien de « domaine rural ». Le premier élément est comme dans la majorité des cas un anthroponyme, en l'occurrence, il s'agit du nom de personne norrois Ulfr / Úlfr, encore mieux identifié dans les formes plus anciennes d'Ouville-la-Bien-Tournée (Calvados, Ulvilla, Olvilla 1121 - 1128) qui signifie « loup » cf. saint Leu ou saint Loup. Il se perpétue dans le nom de famille normand Ouf.
Les trois rivières qui traversent Ouville, la Saâne, le Monceau et le Clapet, expliquent le nom du village que l'on pouvait trouver au siècle dernier sur les cartes postales : Ouville-les-Trois-Rivières. [Mauvaise référence se rapportant à un ouvrage du XIXe siècle et non du "siècle dernier" (XXe siècle) comme dit dans l'article.]
Le déterminant complémentaire La Rivière fait référence à la Saâne.
Homonymie avec de nombreux autres Ouville.

## Histoire
Des fouilles réalisées en 1854 par l'abbé Cochet sur les hauteurs du village ont mis au jour un cimetière franc, mais aussi des traces de constructions de type gallo-romain. Ceci prouve que le lieu est depuis longtemps habité, sûrement grâce à la présence de rivières mais aussi de la mer qui, sans les digues d'aujourd'hui, pouvait remonter jusqu'à Longueil, le village voisin.
La première mention d'Ouvilla date du XIe siècle à propos de l'église, mais le village même est cité pour la première fois vers 1150.

## Politique et administration
| Période                                  | Période                    | Identité                                    | Étiquette | Qualité |
| ---------------------------------------- | -------------------------- | ------------------------------------------- | --------- | ------- |
| Les données manquantes sont à compléter. |                            |                                             |           |         |
|                                          | 8 mai 1804                 | Jean-Pierre Caron                           |           |         |
| juin 1804                                | mai 1843                   | Antoine François Dupont de Tous-les-Mesnils |           |         |
| juin 1843                                | mai 1844                   | Jean Levaillant                             |           |         |
| mai 1844                                 | juillet 1852               | Jean-Baptiste Lesueur                       |           |         |
| août 1852                                | mai 1856                   | Casimir Xavier Legras                       |           |         |
| mai 1856                                 | novembre 1870              | Jean Édouard de La Bigne                    |           |         |
| décembre 1870                            | décembre 1877              | Édouard Alexandre Tassel                    |           |         |
| janvier 1878                             | août 1903                  | François Bovin                              |           |         |
| septembre 1903                           | octobre 1941               | François Leclerc                            |           |         |
| décembre 1941                            | mai 1944                   | Jules Hébert                                |           |         |
| juin 1944                                | septembre 1944             | Gustave Brimont                             |           |         |
| septembre 1944                           | janvier 1965               | Robert Boulet                               |           |         |
| février 1965                             | mars 1983                  | Georges Paumier                             |           |         |
| mars 1983                                | mars 2001                  | Odile Delgove                               |           |         |
| mars 2001                                | mai 2020                   | Jacques Thélu                               |           |         |
| juillet 2020                             | En cours (au 10 août 2020) | Loïc Paillard                               |           |         |

## Démographie
L'évolution du nombre d'habitants est connue à travers les recensements de la population effectués dans la commune depuis 1793. Pour les communes de moins de 10 000 habitants, une enquête de recensement portant sur toute la population est réalisée tous les cinq ans, les populations de référence des années intermédiaires étant quant à elles estimées par interpolation ou extrapolation. Pour la commune, le premier recensement exhaustif entrant dans le cadre du nouveau dispositif a été réalisé en 2004.

En 2022, la commune comptait 461 habitants, en évolution de −9,61 % par rapport à 2016 (Seine-Maritime : +0,35 %, France hors Mayotte : +2,11 %).
| 1793 | 1800 | 1806 | 1821 | 1831 | 1836 | 1841 | 1846 | 1851 |
| ---- | ---- | ---- | ---- | ---- | ---- | ---- | ---- | ---- |
| 422  | 469  | 485  | 484  | 603  | 634  | 621  | 637  | 653  |

| 1856 | 1861 | 1866 | 1872 | 1876 | 1881 | 1886 | 1891 | 1896 |
| ---- | ---- | ---- | ---- | ---- | ---- | ---- | ---- | ---- |
| 682  | 693  | 638  | 630  | 666  | 668  | 628  | 607  | 599  |

| 1901 | 1906 | 1911 | 1921 | 1926 | 1931 | 1936 | 1946 | 1954 |
| ---- | ---- | ---- | ---- | ---- | ---- | ---- | ---- | ---- |
| 606  | 608  | 603  | 596  | 616  | 649  | 609  | 650  | 691  |

| 1962 | 1968 | 1975 | 1982 | 1990 | 1999 | 2004 | 2006 | 2009 |
| ---- | ---- | ---- | ---- | ---- | ---- | ---- | ---- | ---- |
| 674  | 642  | 645  | 609  | 634  | 602  | 590  | 592  | 556  |

| 2014 | 2019 | 2022 | - | - | - | - | - | - |
| ---- | ---- | ---- | - | - | - | - | - | - |
| 518  | 465  | 461  | - | - | - | - | - | - |

On dénombrait 79 feux en 1738 et 90 feux en 1789.

## Culture locale et patrimoine

### Lieux et monuments
- L'église Saint-Gilles[30], dont les plus anciennes parties datent du XIe siècle, est placée sur les hauteurs du village dans la côte Sainte-Apolline. Elle a été retravaillée aux XVIe et XVIIIe siècles. À côté se trouve l'if de l'ancien cimetière qui est maintenant proche du millénaire. Les vitraux ont été restaurés par la maître verrier Isabelle Regnier durant les années 1990 lorsqu'elle résidait à Ouville.
- Le château de Tous-les-Mesnils qui date du XVIIIe siècle. Il était le lieu de résidence des seigneurs de Tous-les-Mesnils, les Dupont des Mousseaux. Il est accompagné d'un colombier et d'une chapelle ainsi que de dépendances et d'une écurie.
- Le château d'Ouville est aujourd'hui une grande habitation du village. En 1840, il a été racheté par Charles-Nicolas Roquigny (1763-1851) qui l'a légué à son petit fils Adolphe Roquigny (1832-1865) époux de Julie Flaubert (1840-1924), nièce et héritière de Gustave Flaubert. Gustave y séjourna 8 fois. Occupé par les Allemands, il a fort souffert durant la Seconde Guerre mondiale. Il remplace le château primitif détruit durant les guerres de religion au XVIe siècle.
- Le manoir de Tessy (1582) demeure en grès et briques et son colombier (1587) fait aujourd'hui chambres et table d'hôtes. Comme le château d'Ouville, il est bâti à la place d'un château plus ancien dont les fondations et d'anciennes traces ont été mises au jour par d'anciens propriétaires.
- On dénombre cinq anciennes croix dans le village : une devant le parvis de l'église ; une autre en haut de la côte Sainte-Apolline qui est encore utilisé par certaines mères pour calmer les bébés lors de la pousse des dents selon de vieilles croyances ; une devant la vieille porte de Tous-les-Mesnils ; une le long de la route d'Offranville et une dans le cimetière.
- L'église d'Ouville-la-Rivière  Site classé (1943)[31].
- Le monument aux morts : inscrit aux monuments historiques par arrêté du 29 juillet 2022[32].

### Personnalités liées à la commune
- Gustave Flaubert venait parfois à Ouville-la-Rivière chez sa nièce dans une villa qui existe encore aujourd'hui et qui porte le nom de « Salammbô » en hommage à son auguste visiteur.

### Ouville-la-Rivière dans les arts et la culture
- C'est à Ouville-la-Rivière que débute le roman de Maurice Leblanc L'aiguille creuse.

### Héraldique
| Blason de Ouville-la-Rivière | Blason  | Les armes de la commune de Ouville-la-Rivière se blasonnent ainsi : Tiercé en pairle renversé: au 1er d’or à l’écusson de sable à la fasce d’argent chargée de trois croisettes de sable accompagnée de trois étoiles d’or percées du champ, au 2e de gueules à la biche saillante d’or onglée de sable, au 3e d’argent à trois burelles ondées d’azur surmontées d’une quintefeuille du même. |
| Blason de Ouville-la-Rivière | Détails | Création M. Jean François Binon, 2009. Le statut officiel du blason reste à déterminer. |